# Fresneda de la Sierra
Fresneda de la Sierra ist eine zentralspanische Gemeinde (municipio) mit 41 Einwohnern (Stand: 2024) im Osten der Provinz Cuenca in der Autonomen Region Kastilien-La Mancha. 

## Lage und Klima
Fresneda de la Sierra liegt auf der Westseite des Iberischen Gebirges in einer Höhe von ca. 995 m. Die Provinzhauptstadt Cuenca befindet sich gut 38 Kilometer (Fahrtstrecke) südlich. Das Klima im Winter ist gemäßigt, im Sommer dagegen warm bis heiß. Regen (615 mm/Jahr) fällt das ganze Jahr über.

## Bevölkerungsentwicklung
| Jahr      | 1970 | 1981 | 1991 | 2001 | 2011 | 2021 |
| Einwohner | 185  | 112  | 90   | 74   | 57   | 48   |

## Sehenswürdigkeiten

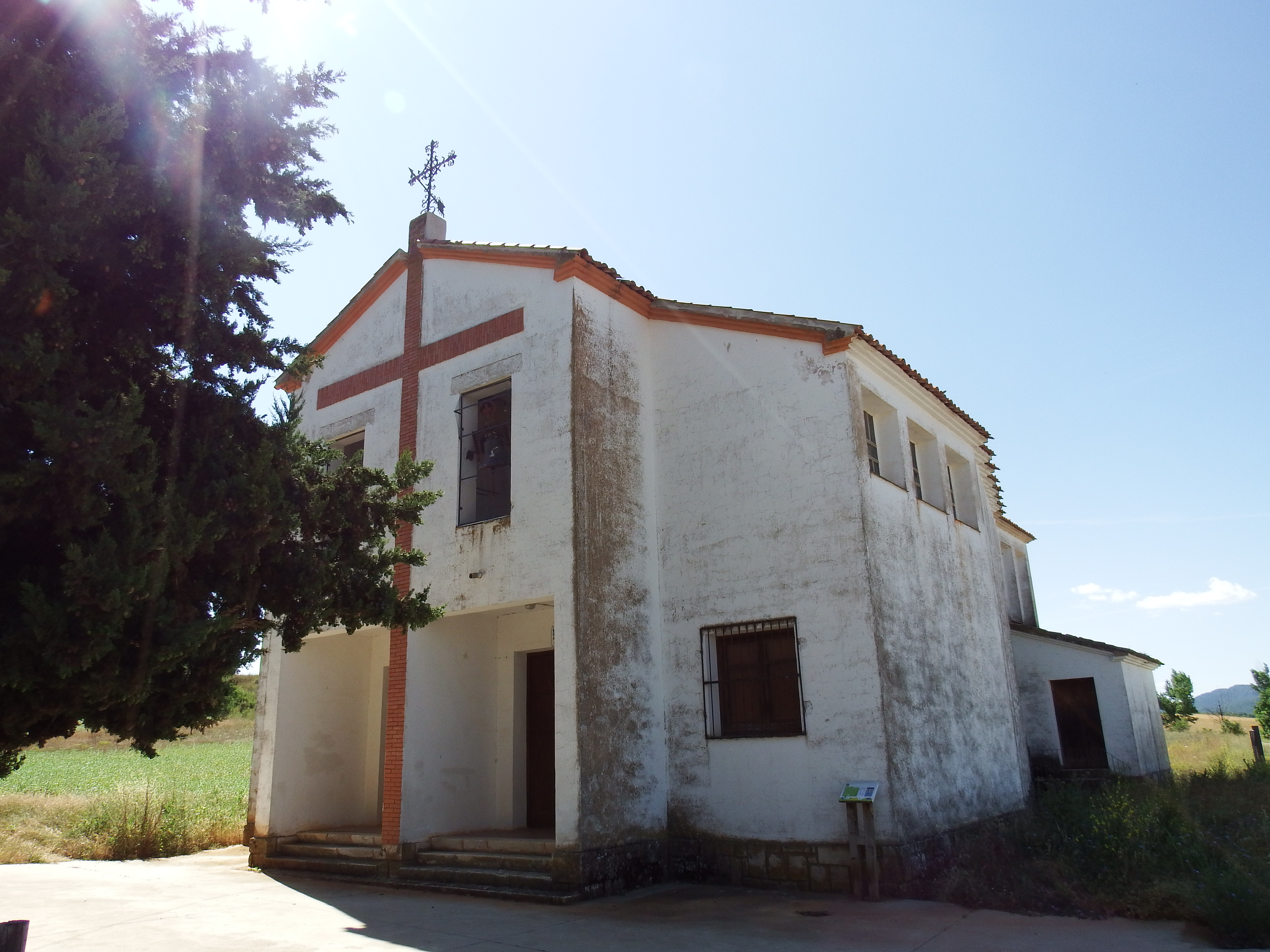
Michaeliskirche

- Michaeliskirche